# Edgar Lehmann (Geograph)
Edgar Theodor Lehmann (* 25. März 1905 in Berlin; † 24. November 1990 in Ladenburg) war ein deutscher Geograph und Kartograf.

## Leben
Edgar Lehmann studierte ab 1925, neben anderen mit Albrecht Penck und Norbert Krebs als Lehrern, Geographie, Geologie, Geschichte und Philosophie an der Universität Berlin. Dort promovierte er 1933 zum Dr. rer. nat. mit der landeskundlich-ethnologischen Dissertation „Über die in Slowenien gelegene deutsche Sprachinsel Gottschee“. Bereits 1930 wurde er Mitglied des Bibliographischen Instituts in Leipzig und leitete ab 1932 die dortige kartographische Abteilung. Unter seiner Leitung entstanden eine Vielzahl großer und für ihre Zeit bemerkenswerte Kartenwerke. Darunter „Der Große Weltatlas“ (1933) und „Meyers großer Hausatlas“ (1938).
Am 19. Februar 1940 beantragte Lehmann die Aufnahme in die NSDAP und wurde zum 1. April desselben Jahres aufgenommen (Mitgliedsnummer 8.606.109). Nach Kriegsende übernahm er 1950 die Leitung des Deutschen Instituts für Länderkunde in Leipzig mit Lehrauftrag an der Universität Leipzig. Im gleichen Jahr erschien seine Habilitationsschrift „Der soziogeographische Faktor in der landeskundlichen Darstellung Sachsens“. 1960 erfolgte seine Berufung zum Ordinarius und Direktor des Geographischen Instituts der Universität Leipzig. Daneben war er in zahlreichen, wissenschaftlichen Gremien vertreten, so zum Beispiel in der Historischen Kommission der Sächsischen Akademie der Wissenschaften und im Beirat für Geodäsie und Kartographie des Innenministeriums der DDR. Im Alter von 65 Jahren schied er 1970 aus dem aktiven Dienst aus.
Edgar Lehmann war der Vorsitzende des wissenschaftlichen Beirats für Heimatforschung, der die Buchreihe Werte unserer Heimat herausgab. Die ETH Zürich verlieh ihm 1955 die Ehrendoktorwürde. 1983 erhielt er den Nationalpreis der DDR II. Klasse (im Kollektiv), 1965 den Vaterländischen Verdienstorden in Silber und 1985 in Gold. 1987 ernannte ihn die Österreichische Akademie der Wissenschaften zu ihrem Ehrenmitglied, außerdem war Lehmann Mitglied der Akademie der Wissenschaften der DDR sowie der Sächsischen Akademie der Wissenschaften.
Ein umfangreicher, wissenschaftlicher Nachlass Lehmanns befindet sich heute im Archiv für Geographie des Leibniz-Instituts für Länderkunde in Leipzig.